# Amanda Israelsson
Amanda Sara  Gerlach, född 20 december 1987 i Västerås, är programledare för spelprogrammet Jackpot sedan januari 2009. Tidigare programledare för spelprogrammet Momento oktober 2007–september 2008.
Israelsson har även varit elitdansare och dansade huvudsakligen för dansskolan Västerås danscenter. Hon tävlade VM i Tyskland 2002.